# Saison 2 de Notre belle famille
Cet article présente la saison 2 de la série télévisée américaine Notre belle famille.

## Distribution[1]
- Patrick Duffy (Frank Lambert)
- Suzanne Somers (Carol Foster Lambert)
- Staci Keanan (Dana Foster)
- Brandon Call (John Thomas Lambert)
- Sasha Mitchell (Cody Lambert)
- Angela Watson (Karen Foster)
- Christine Lakin (Alicia Lambert)
- Christopher Castile (Mark Foster)
- Josh Byrne (Brendan Lambert)

## Épisodes
La saison comporte 24 épisodes.
1. L'Examen de passage
2. La famille s'intéresse à Shakespeare
3. Franck fait la surenchère
4. JT fait de la télévision
5. Quelle vie de chien
6. La Patronne
7. Ma fille est mannequin
8. Franck est maître à bord
9. Campagne électorale
10. Cas de conscience
11. Restrictions budgétaires
12. Le Copain d'enfance
13. Cody est un homme riche
14. Dana a 17 ans
15. Une femme dans le bâtiment
16. JT joue les stars
17. Vive la Saint-Valentin
18. Destination Hawaï - 1re partie
19. Destination Hawaï - 2e partie
20. L'Art de parler aux dames
21. Mark joue au baseball
22. Voyance
23. La Vieille Maison
24. Double rendez-vous